# مورد غیرعادی دکتر جکیل و آقای هاید
مورد غیرعادی دکتر جکیل و آقای هاید (به انگلیسی: Strange Case of Dr Jekyll and Mr Hyde) رمانی کوتاه است که توسط نویسنده اسکاتلندی به نام رابرت لویی استیونسن در سال ۱۸۸۶ در لندن منتشر شده‌است. در این رمان، دکتر جکیل، که به مبحث دوگانگی شخصیت علاقه‌مند است، دارویی برای جدا کردن جنبه‌های خوب و بد انسانیش می‌سازد. از جنبه‌های بد، فردی به نام آقای هاید پدید می‌آید که دست به اعمال جنایتکارانه و حتی قتل می‌زند. دکتر جکیل خود را در شرایطی می‌یابد که دیگر نه قادر به کنترل آقای هاید است و نه می‌تواند از قالب آقای هاید خارج شده و به صورت اصلی خود یعنی دکتر جکیل درآید …

این رمان کشمکش درونی بد و خوب هر انسان را به تصویر می‌کشد. سبک نوشتاری رمان بسیار جذاب و غنی است و به عنوان مرجعی مهم در مبحث دوگانگی شخصیت از آن یاد می‌شود. سرگذشت دکتر جکیل و آقای هاید منبع الهام قطعات تئاتر، فیلم‌های سینمایی و چندین آهنگ بوده‌است.

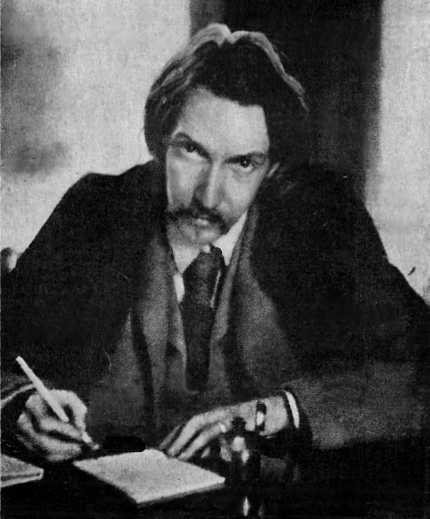
رابرت لویی استیونسن

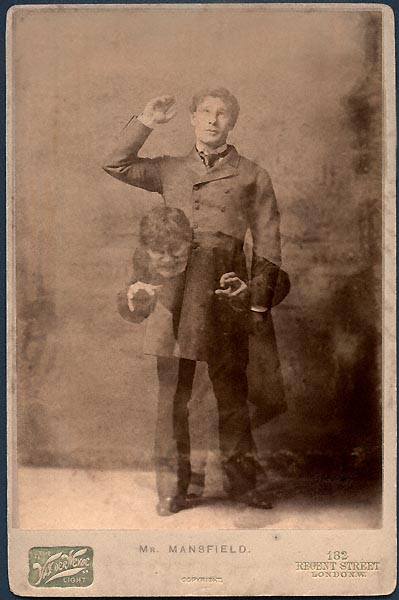
ریچارد منسفیلد در نقش دوگانه دکتر جکیل و آقای هاید

ویکتور فلمینگ در سال ۱۹۴۱، این رمان کوتاه را تبدیل به فیلمی با ژانر ترسناک و علمی-تخیلی کرد که کاندیدای سه اسکار (کاندیدای اسکار بهترین موسیقی-کاندیدای اسکار بهترین تدوین-کاندیدای اسکار بهترین فیلمبرداری) در سال ۱۹۴۲ شد.

## داستان
وکیل گابریل جان آترسون در پیاده‌روی هفتگی خود با پسر عمویش، ریچارد انفیلد در لندن، به درِ خانه بزرگی می‌رسند که در واقع درِ پشتی خانه دکتر جکیل، دوست و موکل آترسون است. در این حال انفیلد خاطره‌ای از ماه‌ها پیش نقل می‌کند که در روبروی این خانه، یک مرد شرور به نام ادوارد هاید، پس از برخورد با یک دخر بچه او را زیر پا گذاشته و فرار می‌کند اما توسط مردم دستگیر می‌شود. هاید برای رهایی از این مخمصه سریعاً از در پشتی به خانه دکتر جکیل رفته و با یک چک ۱۰۰ پوندی برمی‌گردد که امضای شخص مشهوری (دکتر جکیل) را پای خود داشته‌است.
از این پس آترسون نگران می‌شود که نکند این مرد شرور در حال باج‌گیری از دوستش است خصوصاً اینکه او در وصیت نامه خود نوشته که در صورت ناپدید شدن دکتر جکیل، تمام اموالش به نام ادوارد هاید زده شود. آترسون پرس و جو دربارهٔ هاید را از لانیون، دوست مشترک آترسون و جکیل شروع می‌کند اما وقتی به نتیجه‌ای نمی‌رسد موضوع را با خود جکیل در میان می‌گذارد؛ دکتر جکیل از او می‌خواهد این ماجرا را فراموش کند اما به خواسته‌اش در وصیت نامه عمل کند.
یک سال بعد، در یک‌نیمه شب پر از مه، یکی از پیشخدمتان جکیل از پشت پنجره متوجه می‌شود که هاید، دنورس کرو، نماینده پارلمان و یکی از موکلان آترسون را تا سر حد مرگ کتک زده به طوری که نیمی از عصایش را روی آن مرد می‌شکند تا دنورس کرو به قتل رسیده و هاید فرار می‌کند. بعد از یافتن نیمی از عصا که همان عصایی بوده که اترسون به جکیل هدیه داده‌است، آترسون با جکیل ملاقات کرده و جکیل با حالی بسیار بد، از نامه هاید به او و پایان این ماجرا سخن می‌گوید اما آترسون مشکوک‌تر می‌شود زیرا دستخط هاید بسیار شبیه به دستخط جکیل است.
بعد از چند ماه روحیه جکیل بهتر می‌شود اما ناگهان دیدارهایش با آترسون را متوقف می‌کند. وقتی آترسون علت را از لانیون جویا می‌شود، متوجه می‌شود که او نیز حالش بسیار بد است و بزودی به دلیل خبردار شدن از راز جکیل می‌میرد. وی قبل از مرگ نامه‌ای برای آترسون می‌نویسد تا بعداً او از همه چیز باخبر شود.
مدتی بعد، آقای پول، خدمتکار جکیل، به آترسون اطلاع می‌دهد که رئیسش مدتهاست که خود را در آزمایشگاهش حبس کرده و البته وی فردی را دیده که هیچ شباهتی به جکیل ندارد. آنها وارد آزمایشگاه شده و با جسد ادوارد هاید روبرو می‌شوند. آترسون ابتدا نامه لانیون و سپس نامه‌ای از جکیل که روی میز بوده می‌خواند و متوجه تمام ماجرا می‌شود.
در نامه جکیل ذکر شده که وی از کودکی با توجه به شرایط خانواده اشرافی‌اش مجبور به رفتار اجتماعی خوب و حسن شهرت بوده اما تمایلات خبیثانه‌ای داشته که امکان بروز دادن آنها را نداشته‌است. تا اینکه وی به این نتیجه می‌رسد که خوب است تا دو شخصیت داشته باشد؛ ادوارد هاید شرور که تمایلات خبیثانه او را ارضا کند و دکتر جکیل محبوب و متشخص که حسن شهرت وی را خراب نکند.
وی با ترکیب محلول‌هایی در یک لحظه از جکیل به هاید و مجدداً به جکیل تبدیل می‌شود. پس از مدتی، هاید (شخصیت شرور) خود به خود قدرت بیشتری پیدا کرده و دکتر جکیل بدون اینکه چیزی بخورد، تبدیل به هاید می‌شود. قدرت این شخصیت شرور روز به روز بیشتر می‌شود تا اینکه معجون وی تمام شده تا او برای همیشه ادوارد هاید بماند اما وی طاقت نیاورده و به زندگی خود پایان می‌دهد.

## شخصیت‌ها
- گابریل جان آترسون

گابریل جان آترسون، وکیل و دوست صمیمی جکیل و لانیون، قهرمان داستان است. بنابر داستان، اترسون یک مجرد سنجیده و همیشه بی عاطفه است که با این وجود باورپذیر، قابل اعتماد، اهل مدارا با دیگران و در واقع دوست داشتنی به نظر می‌رسد.
- دکتر هنری جکیل/آقای ادوارد هاید

هنری جکیل پزشکی مشهور، میان سال، قابل اعتماد و دارای دوستان زیادی بود. وی از کودکی درگیر تقابل دوگانه خیر و شر در وجودش و سرکوب امیال شیطانی‌اش است تا به راه حل تبدیل شدن به هاید مرموز، خشن، بدقیافه و شرور به وسیله معجون می‌رسد. مدتی بعد اما قدرت این شخصیت شرور بر شخصیت نیک جکیل غلبه پیدا کرده و وی دیگر راهی برای جکیل شدن ندارد.
- ریچارد انفیلد

وی پسر خاله آترسون بود که در لندن نیز شهرت زیادی داشت. هر چند دیدگاه‌هایش چندان با آترسون مطابق نبود اما قدم زدن‌های روز یکشنبه این دو از برنامه‌های برجسته و همیشگی‌شان بود. نقطه شروع داستان نیز از خاطره وی از اتفاق رخ داده در روبروی منزل دکتر جکیل است.
- دکتر لانیون

وی دوست مشترک آترسون و جکیل است اما اعتقاد چندانی به آزمایشات تجربی جکیل ندارد. وقتی دکتر جکیل به هاید تبدیل شده بود، هاید در نامه‌ای به لانیون از وی درخواست کمک می‌کند و همین موجب می‌شود تا لانیون فرایند تبدیل شدن هاید به جکیل را در دفترش مشاهده کند. وی در اثر دیدن این صحنه به بیماری سختی دچار شده و مدتی بعد می‌میرد.
- آقای پول

پول خدمتکار جکیل است که وقتی متوجه تغییر رفتار، صدا و ظاهر صاحب کارش شده نگران می‌شود تا نکند وی به قتل رسیده باشد از همین رو موضوع را با آترسون در میان می‌گذارد تا با هم سر از کار جکیل در بیاورند.
- بازرس نیوکامن

وی از پلیس اسکاتلند است که نامه هاید، عصای شکسته و محل زندگی دوم هاید را پس از قتل دانورز کاو توسط هاید پیدا کرده و موضوع را با آترسون در میان می‌گذارد.
- سر دانورز کاو

وی یک پیرمرد نماینده پارلمان انگلیس بوده که از قضا موکل آترسون نیز می‌باشد و توسط ادوارد هاید به بدترین شکل ممکن به قتل می‌رسد.
- خدمتکار

دختری جوان که در منزل دکتر جکیل کار کرده و شاهد قتل دانورز کاو توسط ادوارد هاید از پشت پنجره بوده‌است.

## دربارهٔ نویسنده
رابرت لویی استیونسن نویسنده اسکاتلندی بود که در سال ۱۸۵۰ در ادینبورو زاده شد و از همان سال‌های آغازین زندگی‌اش، به سل مبتلا بود. در سال ۱۸۹۴، در حالی که در تلاش بود واپسین رمانش آب‌بند هرمیت سن را بنویسد، بر اثر سکته مغزی درگذشت. از جمله رمان‌های مشهور او جزیره گنج، پیکان سیاه، پرنس اوتو و فرزند ربوده‌شده هستند. اساس دکتر جکیل و آقای هاید در حقیقت یکی از کابوس‌هایش بود. با اینکه نویسنده نخست از نگاشتن این رمان پشیمان شده و آن را آتش زد اما دوباره طی سه روز آن را نوشت و منتشر نمود.

## تحلیل درونمایه‌ها
این رمان هر چند کوتاه بوده و بیشتر در رده سنی نوجوانان طبقه‌بندی می‌شود اما تحلیل‌های متعددی پیرامون مفاهیم عمیق جاگذاری شده در متن صورت گرفته‌است.

### دوگانگی‌ها
این رمان غالباً به عنوان بررسی دوگانگی ماهیت انسان تفسیر شده که معمولاً به عنوان مبارزه درونی بین خیر و شر یا تقابل انسان و حیوان یا تقابل مدنیت در برابر بربریت از آن یاد می‌شود. پس نکته اصلی، مبارزه درونی بین یکی و دیگری است و عدم پذیرش این تنش، منجر به گسترش شر، بربریت، یا خشونت حیوانی به دیگران می‌شود. در نظریه فرویدی، افکار و امیال تبعید شده به ضمیر ناخودآگاه، رفتار ضمیر خودآگاه را تحریک می‌کنند. فرستادن شر به ضمیر ناخودآگاه و تلاش برای رسیدن به کمال خوبی می‌تواند منجر به ایجاد جنبه‌ای از جنس آقای هاید در شخصیت فرد به دلیل سرکوب امیال صورت گرفته شود.

### عمومی در برابر خصوصی و فضای قرن ۱۹
این اثر امروزه معمولاً با نگرانی جامعه ویکتوریایی در مورد تقسیم‌بندی عمومی و خصوصی، احساس فرد در ایفای نقش عمومی و جامعه طبقاتی لندن مرتبط است. از این حیث، این رمان به عنوان «یکی از بهترین کتاب‌های راهنمای دوران ویکتوریا» به دلیل توصیف نافذ آن از دوگانگی بنیادی قرن ۱۹ یعنی «احترام ظاهری و شهوت درونی» یاد شده‌است.
قرن نوزدهم، زمان ظهور و بروز پیشرفت‌های علمی بزرگ بود و بسیاری از رمان‌ها، از جمله «دکتر جکیل و آقای هاید»، زمینه علمی داشت. دکتر جکیل آزمایش‌هایش را با نیت خوب آغاز می‌کند اما بعدها به دوستش، دکتر لانیون، اعتراف می‌کند که با این کارهای جسورانه می‌خواسته در علم پزشکی، به‌عنوان یک دانشمند مطرح شود. درحالی که وقتی آزمایش‌ها پیشرفت می‌کند، او به دنیای ضداخلاقی آقای هاید معتاد می‌شود و نمی‌تواند خود را از آن رها کند تا اینکه در پایان، این جست‌وجوی علمی او را نابود می‌کند او با اینکه می‌داند آزمایش‌هایش در مسیر غیراخلاقی افتاده‌است، اما به خاطر منافع شخصی دست برنمی‌دارد. البته این امر موجب نگرانی بشر امروزی هم هست. به همیل دلیل، این رمان هنوز هم یکی از محبوب‌ترین رمان‌هایی است که تاکنون نوشته شده‌است.

### تقابل اسکاتلند و انگلیس
یکی از قرائت‌ها، نمایش دوگانگی و تفاوت‌های ملی و زبانی اسکاتلند و انگلیس و تأثیر سرکوب کلیسای اسکاتلند بر شخصیت اسکاتلندی را نشان می‌دهد. با توجه به اشاره کتاب به محل زندگی هاید در سوهو که بسیار سطح پایین و عقب مانده بوده و مقایسه با مکان زندگی دکتر جکیل در یک محله مجلل بود، خود می‌تواند از وضعیت شهر ادینبورگ که زادگاه استیونسن بوده ناشی شود که در آن یک بخش قرون وسطایی وجود داشت که پر از زاغه‌های شلوغ، تاریک و مملو از جنایت بود که فقرا در آن ساکن بودند و محله جرجیا که با خیابان‌های وسیع که بسیار مورد احترام بود.

### از دید روان‌شناسی فرویدی
بر اساس تئوری در مورد نهاد، خود، فراخود، آقای هاید فردی است که توسط تمایلات اولیه و غرایزش هدایت می‌شود. فراخود نیز همان انتظارات و اخلاقیات جامعه ویکتوریا و دکتر جکیل هستند. ایگو همان عقل آگاه است که به عنوان تعادل بین نهاد و فراخود عمل می‌کند. هنگامی که جکیل به هاید تبدیل می‌شود، خود سرکوب شده و نهاد دیگر مهار نمی‌شود.

### ادبیات گوتیک
در پشت جلد کتاب آمده‌است: «در قرن هجدهم، وقتی داستان با وحشت و وهم، با راز و ایهام، مرگ و نفرین، موجودات غیرطبیعی و قوانین فراطبیعی درآمیخت، گونه‌ای ادبی متولد شد با عنوان «گوتیک» ادبیات گوتیک پر است از پدیده غیرعادی از تصویر و خیال؛ گاه موجودات عجیب و غریب درش دلبری می‌کنند و دل می‌بازند. گاه آدم‌های عادی پا از دنیای معقول و معمولی‌شان فراتر می‌گذارند؛ بنابراین در آثار گوتیک در عین حال که تأکید بر احساسات است وجه لذت‌بخش ترس نیز چاشنی روایت می‌شود. چنین است که داستان‌ها و رمان‌های این گونه ادبی، از قلعه اونتاریو و دراکولا و فرانکنشتاین گرفته تا سرود کریسمس و شبح اپرا، بارها و بارها تلخیص شده‌اند، روایت‌ها و قرائت‌های متعددی دارند، به زبان‌های بسیار ترجمه شده‌اند و اقتباس‌های سینمایی موفقی از آن‌ها ارائه شده‌است.»

### اعتیاد
برخی از محققان استدلال کرده‌اند که اعتیاد یا سوء مصرف مواد مخدر موضوع اصلی این رمان کوتاه است. تصویر استیونسون از آقای هاید یادآور توصیفات سوء مصرف مواد مخدر در قرن نوزدهم است. دنیل ال رایت، دکتر جکیل را اینطور توصیف می‌کند که «آنقدر شخصیتی متضاد ندارد؛ بلکه مردی است که از ویرانی‌های اعتیاد رنج می‌برد». پاتریشیا کومیتینی استدلال می‌کند که دوگانگی اصلی در این رمان در واقع دوگانگی میان دکترجکیل/ آقای هاید با آترسون است؛ زیرا آترسون نماینده منطقی و عاری از امیال ممنوعه ویکتوریایی است اما شخصیت دکتر جکیل/آقای هاید متصاد با او است.

### داروین
انتشار این کتاب تأثیر زیادی بر جامعه ویکتوریا داشت. در آن زمان بسیاری، مفاهیم تکامل را به‌طور کامل درک نکردند و فرض کردند نظریه تکامل داروین به این معناست که انسان‌ها مستقیماً از میمون‌ها تکامل یافته‌اند و اگر امکان تکامل مستقیم به انسان وجود داشته باشد، امکان انحطاط به چیزی میمون‌گونه‌تر و ابتدایی‌تر نیز وجود دارد. در اینجا نیز آقای هاید با عنوان نسخه ابتدایی‌تر و کمتر توسعه یافته دکتر جکیل توصیف می‌شود و به تدریج با پیشرفتِ انحطاطِ هاید حیوانی‌تر می‌شود.

## انتشار
این کتاب در ابتدا به عنوان یک جلد شومیز به قیمت یک شیلینگ در انگلستان فروخته شد. ناشر آمریکایی کتاب را در ۵ ژانویه ۱۸۸۶، چهار روز قبل از انتشار اولین نسخه بریتانیایی که توسط لانگمنز منتشر شد، منتشر کرد. اسکریبنر ۳۰۰۰ نسخه منتشر کرد که تنها ۱۲۵۰ نسخه از آنها با پارچه صحافی شده بود. در ابتدا، فروشگاه‌ها آن را ذخیره نمی‌کردند تا اینکه در ۲۵ ژانویه ۱۸۸۶ مروری در روزنامه تایمز منتشر شد که استقبال مطلوبی از آن شد. ظرف شش ماه آینده نزدیک به ۴۰ هزار نسخه فروخته شد. گراهام بالفور زندگینامه نویس استیونسون در سال ۱۹۰۱ نوشت: موفقیت کتاب احتمالاً بیشتر به دلیل «غرایز اخلاقی مردم» بود تا هر گونه درک آگاهانه از شایستگی‌های هنر آن. آنهایی که هرگز داستان نمی‌خواندند، این داستان برایشان در خطبه‌های منبر و در روزنامه‌های مذهبی نقل می‌شد. تا سال ۱۹۰۱، تخمین زده شد که بیش از ۲۵۰۰۰۰ نسخه در ایالات متحده فروخته شده‌است. در ایران نیز انتشارات دادجو، قدیانی، ققنوس و افق در سالیان اخیر چند ترجمه مختلف از این کتاب منتشر کرده‌اند.